# ソトカモ
ソトカモ(芬:Sotkamo)はフィンランド、カイヌー県の自治体。カヤーニ郡に属する。人口は10,343人で面積は2,951.86km2。このうち302.61km2は水域になっている。人口密度は低く1km2あたり3.9人。ロシア国境に面しておりその長さは120km。
フィンランド語のみを公用語に指定している。
ヴォカッティがスキー観光で有名であるほか、ヒッデンポルッティ国立公園がある。その他フィンランド野球の球団であるソトカモジェイミー(Sotkamon Jymy)の本拠地である。

## 歴史

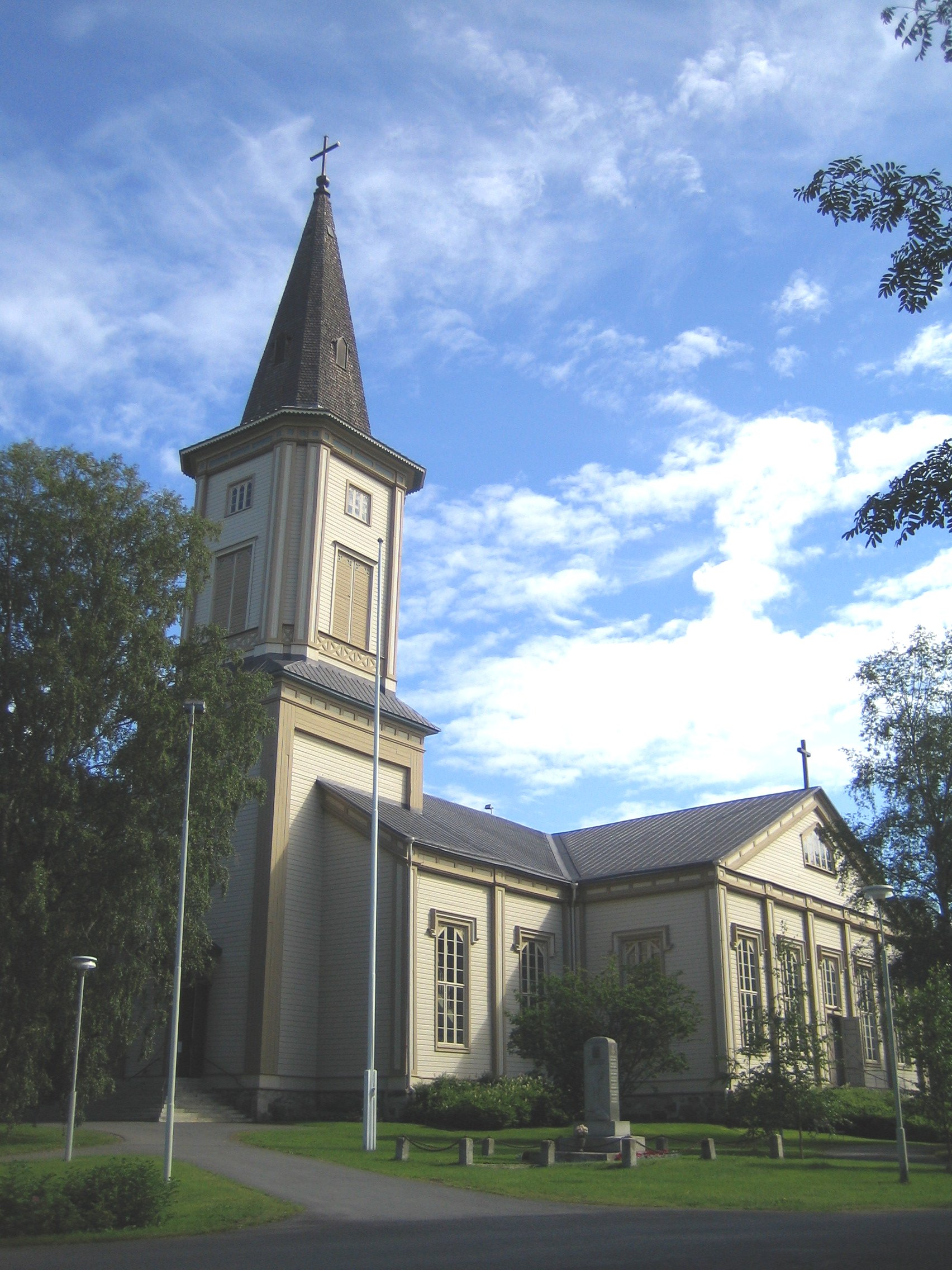
ソトカモ教会

ソトカモは湖や川の連続した地域であり、水運と共に発展した。半分の水は白海に流れ込み、半分の水はバルト海に流れている。この白海とバルト海を結ぶ"ソトカモ水路"は過去には最も重要な水運路の一つであった。これは複雑で迷路のような水路にロシア人の商船をロシア内陸深くからバルト海まで運ぶことを可能にした。また、ロシア、スウェーデン、デンマークの軍にも使われ何世紀もの間この地域が略奪される遠因になった。ソトカモの名の由来はフィンランド語で"sotku"は入り組んだ水路を表しているという説や、古代フィンランド語で水鳥をさす"sotka"を語源としているという説がある。
19世紀の間、ソトカモはアクセリ・ガッレン＝カッレラ、ヒューゴ・シンベリのような著名な芸術家が訪れている。
2007年11月17日にはカーンアークと呼ばれる、大気の屈折現象がマルコ・ミッキラによって観測された。

## 経済
観光と鉱工業がソトカモの重要な経済資源になっている。ラフナスランピのモンド・鉱物鉱山(Mondo Minerals Oy)では滑石が生産されている。タルヴィヴァーラには欧州最大の最大のニッケル鉱床が見つかっているが現在は未だ利用されていない。将来タルヴィヴァーラ鉱業会社が生産を開始する予定である。

## スポーツ
スキージャンプ選手であり、1964年のインスブルックオリンピックで金メダル、銀メダル1枚ずつ獲得したヴェイッコ・カンコネンを輩出した街である。また、2013年にはヴォカッティで世界オリエンテーリング選手権が開催される。